# Duchemin fils
Pierre-Jacques Chemin, dit Duchemin fils, est un acteur français né en 1708 et mort à Montrouge en 1753

## Biographie
Il est le fils du célèbre Duchemin de la Comédie-Française et de son épouse Gillette Boutelvier dite Gillette Duchemin ou Mademoiselle Duchemin. Il est né en 1708, peu de temps après le départ de ses parents de la troupe du roi de Suède.
Élève de Baron à la Comédie-Française après que son père a été reçu dans la troupe en 1717, il débute sur la scène à l'âge de seize ans dans Iphigénie.
Pensionnaire de la Comédie-Française en 1724, il est reçu 100e sociétaire (à demi-part) en 1726, il avait épousé le 18 avril de l'année précédente, à Saint-Eustache, Mademoiselle Duclos, de trente-huit ans son aînée.
Ce mariage fit beaucoup jaser et amusa fort la Compagnie.
La situation matrimoniale se dégrada très vite, aggravée par la violence et la goujaterie de l'époux ; la séparation fut prononcée en 1730.
Congédié de la Comédie-Française la même année en raison de sa vie désordonnée, il va désormais diriger successivement plusieurs troupes de province.
Il meurt le 3 février 1753 à Montrouge, ayant perdu la raison,.

## Rôles
- Achille dans Iphigénie de Racine (1726).
- Pompée dans Sertorius de Corneille.
- Xipharès dans Mithridate de Racine.